# Pierre Chevalier (réalisateur)
Pour les articles homonymes, voir Pierre Chevalier et Chevalier.
Pierre Chevalier est un réalisateur et scénariste français, né le 23 mars 1915 à Orbec (Calvados) et mort le 10 février 2005 à Vaugrigneuse (Essonne).

## Biographie
Pierre Chevalier est diplômé d'une licence de lettres classiques et de l'Institut des hautes études cinématographiques (IDHEC). Il commence sa carrière comme assistant réalisateur après la Seconde Guerre mondiale, sous la direction de quelques grands cinéastes français de l'époque : Marcel Carné, Jean Grémillon, Henri Verneuil, René Clément.
Il devient réalisateur en 1954 avec un premier film policier Les Impures. Il dirige dans les années 1950 et 1960, quatre films avec Fernand Raynaud. À partir des années 1970, sa carrière s'oriente vers la réalisation de films érotiques. 
L'un de ses films érotiques les plus célèbres est Convoi de femmes (1974), avec Alice Arno parmi les actrices principales.

## Filmographie

### Comme réalisateur
- 1954 : Les Impures
- 1955 : Vous pigez ?
- 1957 : L'Auberge en folie
- 1957 : Fernand clochard
- 1958 : En bordée
- 1958 : Le Sicilien
- 1959 : Soupe au lait
- 1959 : La Marraine de Charley
- 1960 : Le Mouton
- 1961 : Auguste
- 1962 : Peur panique (Règlements de comptes)
- 1963 : Clémentine chérie
- 1963 : Le Bon Roi Dagobert
- 1968 : Nathalie, l'amour s'éveille
- 1968 : Paris inconnu (documentaire)[1]
- 1968 : Marchands de femmes (Huyendo de sí mismo)[2]
- 1971 : Orloff et l'Homme invisible ou La Vie amoureuse de l'Homme invisible[3]
- 1973 : Pigalle carrefour des illusions
- 1973 : Avortement clandestin !
- 1974 : Hommes de joie pour femmes vicieuses[4]
- 1974 : Convoi de femmes
- 1974 : La Maison des filles perdues
- 1978 : Viol, la grande peur
- 1978 : Convoi de filles ou À l'Est de Berlin ou  Bordel de la Gestapo[5]
- 1980 : La Pension des surdoués
- 1981 : La Maison Tellier
- 1984 : Commando Panther (Panther Squad) (sous le nom de Peter Knight)

### Comme scénariste
- 1954 : Les Impures
- 1959 : La Marraine de Charley
- 1960 : Le Mouton
- 1961 : Auguste
- 1971 : Orloff et l'Homme invisible ou La Vie amoureuse de l'Homme invisible[3]
- 1974 : La Maison des filles perdues

### Comme assistant-réalisateur
- 1946 : Le Père tranquille de René Clément
- 1946 : Messieurs Ludovic de Jean-Paul Le Chanois
- 1946 : Monsieur chasse de Willy Rozier
- 1946 : Les Maudits de René Clément
- 1948 : Au-delà des grilles de René Clément
- 1949 : Histoires extraordinaires de Jean Faurez
- 1950 : La Marie du port de Marcel Carné
- 1950 : L'Étrange Madame X de Jean Grémillon
- 1951 : La Table-aux-crevés d'Henri Verneuil
- 1952 : Brelan d'as d'Henri Verneuil
- 1952 : Le Fruit défendu d'Henri Verneuil
- 1952 : Horizons sans fin de Jean Dréville
- 1954 : Le Mouton à cinq pattes d'Henri Verneuil